# Kjøge Mini-By
Kjøge Mini-By er en dansk miniby i Køge, som opføres som en kopi af byen i målestoksformatet 1:10 og som byen så ud omkring 1865. Husene bygges af foreningen Kjøge Mini-By Laug der blev stiftet i marts 1987. Foreningen står selv for historiske undersøgelser af hvordan husene så ud i 1865, for at fremstille materialer til byggeriet og administrer og vedligeholde minibyen. Minibyen har åben alle dage i månederne fra maj til september.